# Andrew Robertson
Andrew Henry Robertson (* 11. března 1994 Glasgow) je skotský profesionální fotbalista, hrající jako levý obránce v týmu anglické Premier League Liverpoolu a, jako kapitán, ve skotské fotbalové reprezentaci.
Robertson začal svou kariéru v Glasgowském Celticu, odkud se v roce 2009 přesunul do Queen's Park, kde zažil profesionální debut. Poté se později připojil k Dundee United. Byl považován za jednoho z nejtalentovanějších levých obránců na světě a jeho forma v sezóně 2013/14 ho dovedla k ocenění Nejlepší mladý hráč roku ve Skotské Premiership a také k jeho reprezentačnímu debutu. Do Hull City přestoupil v létě roku 2014 za poplatek 2,85 milionu liber, a poté, co se v červenci 2017 připojil k Liverpoolu za nezveřejněný poplatek, který se pohyboval okolo 8 milionů liber. Ve svých prvních dvou sezónách v dresu Liverpoolu se objevil ve dvou finále Ligy mistrů UEFA, první v roce 2018 prohrál, ale v roce 2019 oslavoval zisk titulu. V jeho třetí sezóně dovedl tým k titulu i v anglické Premier League, byl to pro Liverpool první titul za posledních 30 let. Za své výkony v sezóně Premier League 2018/19 byl oceněn umístěním v Nejlepší jedenáctce sezóny.
Robertson debutoval za Skotsko v květnu 2014 a v září 2018 byl jmenován skotským kapitánem..

## Začátek kariéry
Robertson se narodil ve skotském Glasgow a od mládí byl fanouškem Celticu. Jeho otec Brian, přezdívaný „Pop“, který vyrostl ve čtvrti Maryhill (konkrétně na panství Wyndford, kde se spřátelil s fotbalisty Jimem Duffym a Charlie Nicholasem), byl amatérským fotbalistou, páteřní zranění mu totuž zabránilo v profesionální kariéře.
V letech 2006 až 2012 navštěvoval Střední školu svatého Niniana v Giffnocku ve oblasti East Renfrewshire, kde byl kapitánem fotbalového mužstva. Později se připojil k akademii Celticu Glasgow, ale kvůli svému nižšímu vzrůstu byl z týmu vyřazen. Svoji profesionální kariéru tedy započal v Queen's Parku.

## Klubová kariéra

### Queen's Park
Robertson se zaměřil na studium a chtěl kvůli tomu ukončit svoji kariéru jako profesionální fotbalista, byl kousek od zahájení vysokoškolského vzdělání, když byl povolán do prvního týmu Queen's Park na začátku sezóny 2012/13. V klubu debutoval ve skotském Challenge Cup při vítězství proti Berwick Rangers, a během sezóny nastoupil do celkem čtyřiceti zápasů, čímž pomohl klubu skončit na třetím místě v skotské nejvyšší soutěži. Jeho první gól v klubu přišel v listopadu při porážce peroti East Stirlingshire 2:1.

### Dundee United
Robertson přestoupil dne 3. června 2013 do Dundee United spolu se spoluhráčem z Queen's Parku Aidanem Connollym; v týmu nahradil odcházejícího Barryho Douglase, který provedl stejný tah o tři roky dříve. Queen's Park, který byl ignorován ve svých žádostech o poplatek za přestup Douglase, protestoval proti myšlence, že by další hráči odešli do Dundee United zadarmo, a tak se nakonec dohodli na dohodě, která umožňovala Queen's Parku získat část peněz z budoucích přestupů obou hráčů, což se později ukázalo jako výhodné.
Robertson se okamžitě stal součástí prvního týmu manažera Jackieho McNamary, v klubu debutoval v den zahájení nové sezóny v zápasu proti Partick Thistle. Dne 22. září 2013 Robertson vstřelil svůj první gól za United při remíze 2:2 proti Motherwellu. Brzy poté uzavřel nový kontrakt, který prodlužoval jeho smlouvu až do května 2016. Byl zvolen Nejlepším mladým hráčem měsíce za září 2013 a Nejlepším hráčem měsíce za listopad 2013. 12. dubna 2014 Robertson odehrál semifinále Scottish Cupu proti Rangers na stadiónu Ibrox, které Dundee vyhrálo 3:1. V dubnu 2014 Robertson vyhrál cenu pro Nejlepšího mladého hráče roku v skotské nejvyšší soutěži a byl také jmenován v Jedenáctce roku skotské Premiership pro sezónu 2013/14.

### Hull City

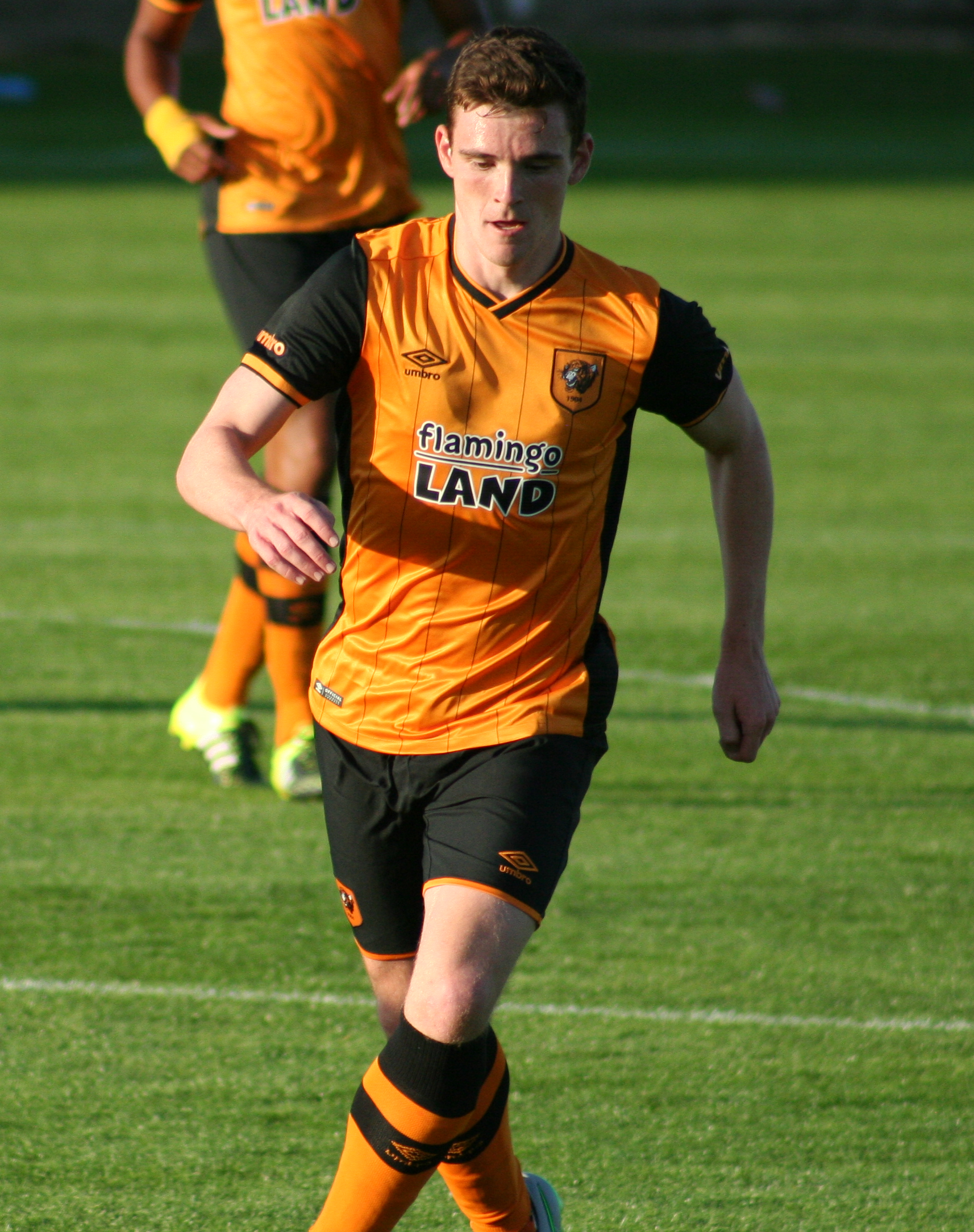
Robertson hrající za Hull City (2015)

V červenci 2014 Dundee United přijalo nabídku na Robertsona ve výši 2,85 milionu liber od anglického Hull City, který v té době hrál v Premier League. Převod byl dokončen 29. července, když Robertson podepsal tříletou smlouvu. Stan Ternent, hlavní skaut Hull City k přestupu řekl: „V Dundee jsem sledoval Stuarta Armstronga, ale když jsem ho [Robertsona] uviděl, všechna má pozornost směřovala jen k němu… měl za sebou roky v Celticu a i přestože byl z týmu vyřazen, stal se z něj velice nadějný fotbalista. Okamžitě jsem viděl, že má schopnosti a může se jen zlepšit. “
Debutoval hned v prvním zápase sezóny proti QPR, pomohl týmu k vítězství 1:0. Robertson se rychle usadil v základní sestavě a vyhrál klubové ocenění Hráč měsíce za srpen 2014. Ve své debutové sezoně nastoupil k 24 zápasům, ale nedokázal zabránit tomu, aby tým sestoupil z anglické nejvyšší soutěže.
I přes odchod několika dalších hráčů prvního týmu se Robertson rozhodl zůstat v Hullu. Jeho první gól v klubu přišel 3. listopadu 2015, když otevřel skóre v zápase proti Brentfordu. Startoval ve finále play-off Championship proti Sheffieldu Wednesday, které Hull vyhrál 1:0, čímž si zajistil postup do Premier League. Tam však Hull strávil jen jednu sezónu, než znovu sestoupil.

### Liverpool

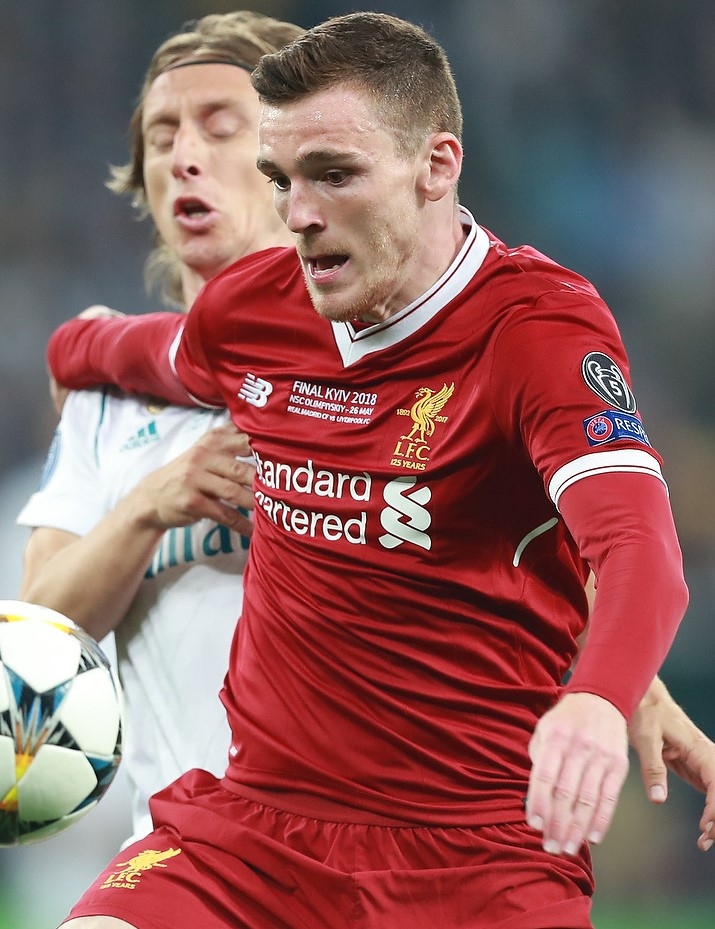
Robertson hrající za Liverpool ve finále Ligy mistrů UEFA (2018)

Dne 21. července 2017 Robertson podepsal dlouhodobou smlouvu s Liverpoolem; přestoupil za poplatek ve výši asi 8 milionů liber. 19. srpna debutoval při vítězství 1:0 nad Crystal Palace, v zápase získal ocenění Hráč zápasu. Robertson odstartoval sezónu 2017/18 jako náhradník za Albertem Morenem; ten však v prosinci utrpěl zranění, a tak se Robertson dostal do základní sestavy. Za jeho výkon při vítězství 4:3 proti Manchesteru City si vynesl pochvalu od příznivců klubu. Svůj první gól v klubu vstřelil v posledním zápasu sezóny 2017/18 proti Brightonu při vítězství 4:0.
Robertson pokračoval v základní jedenáctce Liverpoolu i během sezóny 2018/19, kdy se Liverpool umístil na druhé příčce v Premier League. V lednu 2019 podepsal novou smlouvu s klubem, která má trvat až do roku 2024. Byl považován za nejlepšího levého obránce v Premier League podle Kevina Kilbaneho a podle Phila Nevilla dokonce za nejlepšího na světě. 25. dubna byl jmenován do Jedenáctky sezóny spolu se spoluhráči z Liverpoolu, Trentem Alexanderem-Arnoldem, Sadiem Maném a Virgilem van Dijkem.
1. června 2019 odehrál Robertson celých 90 minut finále Ligy mistrů, v němž Liverpool porazil Tottenham Hotspur, čímž si zajistil svůj šestý evropský pohár. Stal se prvním Skotem, který vyhrál turnaj od roku 2008, kdy to dokázal Darren Fletcher jako nevyužitý náhradník, a prvním Skotem, který v zápase nastoupil, od Paula Lamberta v roce 1997.
V prvním domácím zápase Ligy mistrů v sezóně 2019/20 vstřelil Robertson svůj první gól v pohárové Evropě při dramatickém vítězství 4:3 proti Red Bullu Salzburg. 2. listopadu 2019 Robertson vstřelil svůj druhý gól v Premier League za Liverpool, když vyrovnal v 87. minutě zápas proti Aston Ville; Liverpool nakonec vyhrál 2:1.
V průběhu sezóny 2019/20 přispěl Robertson 2 góly a 12 asistencemi k ligovému titulu, který Liverpool získal poprvé po třiceti letech.
V průběhu sezóny 2022/2023 překonal rekord v počtu asistencí jako v obránce v celé historii Premier League.

## Reprezentační kariéra

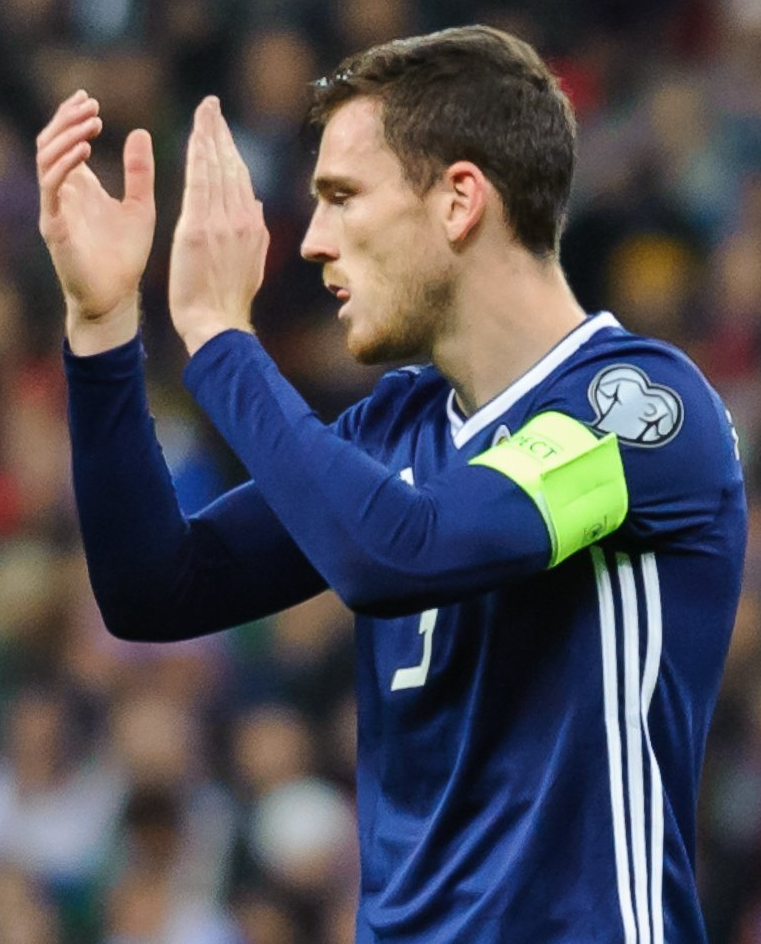
Robertson reprezentující Skotsko (2019)

Robertson byl poprvé nominován do Skotské reprezentace do 21 let v říjnu 2013. Debutoval jako náhradník při výhře 2:1 proti Slovensku.
Robertson byl poprvé nominován do seniorské reprezentace k přátelskému zápasu proti Polsku dne 5. března 2014. Na hřiště nastoupil ve druhém poločas; Skotsko vyhrálo ve Varšavě 1:0. Robertson začal v základní sestavě poprvé při přátelském zápase proti Nigérii 28. května 2014.
Robertson vstřelil svůj první reprezentační gól v přátelském zápase s Anglií v Celtic Parku v listopadu 2014, prohře 1:3 však zabránit nedokázal.
Dne 3. září 2018 byl Robertson jmenován kapitánem reprezentace manažerem Alexem McLeishem.
V kvalifikaci na Euro 2020 proti Kypru dne 8. června 2019, vstřelil Robertson úvodní gól zápasu dalekonosnou střelou. Skotsko nakonec zápas vyhrálo 2:1. V listopadu byl jedním z pěti skotských hráčů, kteří se kvůli zranění nezúčastnili zápasů národního týmu.

## Styl hry
Robertson je považován bývalým anglickým obráncem Philem Nevillem za jednoho z nejlepších levých obránců na světě, díky své rychlosti, energii a schopnosti centrovat.

## Osobní život
Robertson je zasnoubený s Rachel Roberts, která mu porodila syna Rocca dne 26. srpna 2017. V lednu 2019 se jim narodilo druhé dítě, dcera Aria.
V březnu 2018 Robertson daroval podepsaný dres Liverpoolu svého spoluhráče Roberta Firmino mladému chlapci, který dal své kapesné místní potravinové bance. The Sunday Times v březnu 2020 informovaly, že Robertson daroval významné částky potravinovým bankám v okolí města Glasgow.

## Statistiky

### Klubové
K zápasu odehranému 26. července 2020
| Klub          | Sezóna       | Liga                    | Liga   | Liga | Národní pohár | Národní pohár | Ligový pohár | Ligový pohár | Evropské poháry | Evropské poháry | Ostatní | Ostatní | Celkem | Celkem |
| Klub          | Sezóna       | Liga                    | Zápasy | Góly | Zápasy        | Góly          | Zápasy       | Góly         | Zápasy          | Góly            | Zápasy  | Góly    | Zápasy | Góly   |
| ------------- | ------------ | ----------------------- | ------ | ---- | ------------- | ------------- | ------------ | ------------ | --------------- | --------------- | ------- | ------- | ------ | ------ |
| Queen's Park  | 2012/13      | Scottish Third Division | 34     | 2    | 2             | 0             | 3            | 0            | —               | —               | 4       | 0       | 43     | 2      |
| Dundee United | 2013/14      | Scottish Premiership    | 36     | 3    | 5             | 2             | 3            | 0            | —               | —               | —       | —       | 44     | 5      |
| Hull City     | 2014/15      | Premier League          | 24     | 0    | 0             | 0             | 0            | 0            | —               | —               | —       | —       | 24     | 0      |
| Hull City     | 2015/16      | Championship            | 42     | 2    | 2             | 0             | 5            | 1            | —               | —               | 3       | 1       | 52     | 4      |
| Hull City     | 2016/17      | Premier League          | 33     | 1    | 2             | 0             | 4            | 0            | —               | —               | —       | —       | 39     | 1      |
| Hull City     | Total        | Total                   | 99     | 3    | 4             | 0             | 9            | 1            | 0               | 0               | 3       | 1       | 115    | 5      |
| Liverpool     | 2017/18      | Premier League          | 22     | 1    | 1             | 0             | 1            | 0            | 6               | 0               | —       | —       | 30     | 1      |
| Liverpool     | 2018/19      | Premier League          | 36     | 0    | 0             | 0             | 0            | 0            | 12              | 0               | —       | —       | 48     | 0      |
| Liverpool     | 2019/20      | Premier League          | 36     | 2    | 1             | 0             | 0            | 0            | 8               | 1               | 4       | 0       | 49     | 3      |
| Liverpool     | Total        | Total                   | 94     | 3    | 2             | 0             | 1            | 0            | 26              | 1               | 4       | 0       | 127    | 4      |
| Career total  | Career total | Career total            | 263    | 11   | 13            | 2             | 16           | 1            | 26              | 1               | 11      | 1       | 329    | 16     |

1. ↑  Zápasy v Scottish Cupu a FA Cupu
2. ↑  Zápasy v Skotském ligovém poháru a EFL Cupu
3. ↑  Zápasy v Lize mistrů UEFA
4. ↑  Zápasy v Scottish Challenge Cupu a Play-off Scotish Second Division
5. ↑  Zápasy v Play-off EFL Championship
6. ↑  Zápasy v Community Shield, Superpoháru UEFA a na Mistrovství světa klubů

### Reprezentační
K zápasu odehranému 13. října 2019
| Skotsko | Skotsko | Skotsko |
| Rok     | Zápasy  | Góly    |
| ------- | ------- | ------- |
| 2014    | 5       | 1       |
| 2015    | 3       | 0       |
| 2016    | 4       | 0       |
| 2017    | 8       | 1       |
| 2018    | 8       | 0       |
| 2019    | 6       | 1       |
| Celkem  | 34      | 3       |

### Reprezentační góly
K zápasu odehranému 13. října 2019. Skóre a výsledky Skotska jsou vždy zapisovány jako první.
| Gól | Datum              | Místo                          | Zápas | Soupeř | Skóre | Výsledek | Soutěž                                |
| --- | ------------------ | ------------------------------ | ----- | ------ | ----- | -------- | ------------------------------------- |
| 1.  | 18. listopadu 2014 | Celtic Park, Glasgow, Skotsko  | 5.    | Anglie | 1:2   | 1:3      | Přátelský zápas                       |
| 2.  | 1. září 2017       | LFF Stadium, Vilnius, Litva    | 16.   | Litva  | 2:0   | 3:0      | Kvalifikace na Mistrovství světa 2018 |
| 3.  | 8. června 2019     | Hampden Park, Glasgow, Skotsko | 30.   | Kypr   | 1:0   | 2:1      | Kvalifikace na Euro 2020              |

## Ocenění
Liverpool
- Premier League: 2019/20[52]
- Liga mistrů UEFA: 2018/19;[53]
- Superpohár UEFA: 2019[54]
- Mistrovství světa klubů: 2019[55]

Individuální
- Mladý hráč roku ve Skotsku: 2013/14[13]
- Jedenáctka sezóny ve Skotsku: 2013/14[15]
- Hráč měsíce Scottish Premiership: Listopad 2013[11]
- Mladý hráč měsíce Scottish Premiership: Září 2013[11]
- Tým roku Premier League podle PFA – 2018/19,[56] 2019/20[57]
- Jedenáctka sezóny Ligy mistrů UEFA: 2018/19[58]
- Jedenáctka sezóny podle UEFA: 2019[59]
- Nejlepší jedenáctka podle ESM – 2019/20[60]